# Cabinet Woidke IV
Pour les articles homonymes, voir Cabinet Woidke.
Land de Brandebourg
Woidke III 
Le cabinet Woidke IV (en allemand : Kabinett Woidke IV) est le gouvernement du Land de Brandebourg depuis le 11 décembre 2024, sous la 8e législature du Landtag.
Il est dirigé par le social-démocrate Dietmar Woidke et formé après les élections régionales du 22 septembre 2024. Il se compose de dix ministres, dont un porte le titre de vice-ministre-président.
Il est constitué d'une coalition « rouge-violette » entre le Parti social-démocrate et l'Alliance Sahra Wagenknecht.
Il succède au cabinet Woidke III.

## Historique du mandat
Ce gouvernement est dirigé par le ministre-président social-démocrate sortant Dietmar Woidke. Il est constitué d'une coalition « rouge-violette » entre le Parti social-démocrate d'Allemagne (SPD) et l'l'Alliance Sahra Wagenknecht - Pour la raison et la justice (BSW). Ensemble, ils disposent de 46 députés sur 88, soit 52,3 % des sièges du Landtag.
Il est formé à la suite des élections régionales du 22 septembre 2024.
Il succède donc au troisième gouvernement Woidke, constitué d'une coalition « kényane » entre le Parti social-démocrate, l'Union chrétienne-démocrate d'Allemagne (CDU) et l'Alliance 90/Les Verts (Grünen).

### Négociations et formations
Lors des élections régionales, le Parti social-démocrate arrive en tête, devançant l'Alternative pour l'Allemagne (AfD), mais le mauvais résultat de l'Union chrétienne-démocrate et l'échec des Verts à conserver leur représentation parlementaire rendent impossible la reconduction de la coalition « kényane ».
Dès le lendemain du scrutin, Dietmar Woidke annonce son intention d'engager des discussions exploratoires avec l'Alliance Sahra Wagenknecht et l'Union chrétienne-démocrate, mais la CDU exprime son refus, arguant que les résultats ne lui ont pas donné de mandat pour gouverner, contrairement au SPD et à la BSW. Les entretiens préliminaires entre les sociaux-démocrates et la gauche populiste démarrent début octobre et se concluent positivement, ce qui permet aux deux partis d'ouvrir des négociations de coalition le 4 novembre. L'accord de coalition est présenté le 27 novembre puis ratifié le 6 décembre par le SPD et la BSW.
Lors du vote d'investiture organisé le 11 décembre au Landtag, Dietmar Woidke échoue au premier tour de scrutin, par 43 voix pour, 40 voix contre, 2 abstentions et 2 nuls, alors que la majorité absolue des députés, soit 45 voix, était requise et que sa coalition rassemble 46 députés. Lors du second tour, organisé dans la foulée, il est effectivement réélu ministre-président par 50 voix pour, 36 voix contre et 1 abstention, soit quatre voix de plus que le total des groupes du SPD et de la BSW. Il forme son gouvernement de dix ministres, dont la liste avait été dévoilée quelques jours auparavant, dans la foulée, la ministre de l'Agriculture Hanka Mittelstädt devant toutefois céder préalablement son entreprise du secteur agricole avant d'entrer en fonction.

## Composition
- Par rapport au cabinet Woidke III, les nouveaux ministres sont indiqués en gras, les ministres qui ont changé d'attributions sont indiqués en italique.

| Fonction                                                                               | Titulaire | Titulaire         | Parti |
| -------------------------------------------------------------------------------------- | --------- | ----------------- | ----- |
| Ministre-président                                                                     |           | Dietmar Woidke    | SPD   |
| Deuxième vice-ministre-président Ministre des Finances et des Affaires européennes     |           | Robert Crumbach   | BSW   |
| Ministre de l'Intérieur et des Communes                                                |           | Katrin Lange      | SPD   |
| Ministre de l'Agriculture, de l'Alimentation, de l'Environnement et de la Consommation |           | Hanka Mittelstädt | SPD   |
| Ministre de l'Éducation, de la Jeunesse et des Sports                                  |           | Steffen Freiberg  | SPD   |
| Ministre de la Science, de la Recherche et de la Culture                               |           | Manja Schüle      | SPD   |
| Ministre de l'Économie, du Travail, de l'Énergie et du Climat                          |           | Daniel Keller     | SPD   |
| Ministre de la Justice et du Numérique                                                 |           | Benjamin Grimm    | SPD   |
| Ministre de la Santé et des Affaires sociales                                          |           | Britta Müller     | Sans  |
| Ministre des Infrastructures et de l'Aménagement du territoire                         |           | Detlef Tabbert    | BSW   |
| Directrice de la chancellerie                                                          |           | Kathrin Schneider | SPD   |